# Любомирский, Ежи Игнацы (ординат)
Ежи Игнацы Любомирский (пол. Jerzy Ignacy Lubomirski; 30 июля 1882—1945) — польский князь из рода Любомирских герба Дружина (линия Жешув-Розвадов).

## Биография
Родился 30 июля 1882 года в Бакончицах. Сын князя Иеронима Адама Любомирского (1844—1905) и Фелиции Софии Марии Маркевич (1848—1930).
Студент Ягеллонского университета. Последний ординат поместья Любомирских, поместье Розвадов-Дугожечики в Хажевицах (с 1905 года).
Хажевице, были родовой резиденцией линии Жешув-Розвадов, основанной Ежи Игнатием Любомирским (1687—1753), который в 1723 году купил имения на реке Сан у семьи Розвадовских и создал два имения: Розвадовских и Длугожечицких.
Ежи по завещанию отца в 1905 году стал вторым ординатом Розвадова. Он был гораздо более открыт миру, чем его отец, но в то же время более беззаботно распоряжался семейным имуществом, что отражалось в потере стоимости имущества и его упадке. Периоды Первой и Второй мировых войн, в которые он действовал, также не способствовали приумножению и сохранению активов.
14 февраля 1924 года в возрасте 42 лет он женился на княгине Анне Марии Элеоноре Любомирской (23 мая 1891—1942), дочери князя Адама Франтишека Любомирского (1852—1893) и Марии Ванды Элеоноры Любомирской (1862—1945).
Ежи Любомирский, помимо управления помещичьей усадьбой, инвестировал в имение и завершил строительство спиртзавода в Хажевицах, начатое его отцом. Он расширил ферму на Воле Речицкой, т. н. Zagrodę. Он был вовлечен в общественную жизнь, то есть отправился в Вену с представителями гмины, чтобы построить автомобильный мост через реку Сан в Брандвице, чтобы улучшить сообщение и облегчить доступ к землям Длугожецкого края. Кроме того, как любитель спорта, он основал и был членом Местного гимнастического общества «Сокол». По его инициативе и при финансовой поддержке в Розвадове была создана пожарная команда в форме. Он внес значительный вклад в строительство приходской церкви в Розвадове. Он также был заядлым охотником. Еще до начала Первой мировой войны он устроил на окраине поселка Сочи фазанью ферму. В 1914 и 1915 годах войны уничтожили многообещающее разведение. В 1934 году было возобновлено разведение фазанов, которое просуществовало до 1942 года.
После начала Первой мировой войны семья уехала из Хажевиц в Вену. После возвращения в страну в 1918 году семья Любомирских жила в приспособленном господском доме, так как в это время дворец и родовые поместья были разграблены отступающей русской армией — среди прочего были утеряны семейные реликвии, в том числе булава гетмана Иеронима Любомирского из Вена и знамя Станислава Любомирского из-под Хотина, а здания были в значительной степени сожжены.
В 1925—1926 годах, чтобы улучшить свое материальное положение, он продал имение в Домброва Гурнича, расположенное на правом берегу реки Сан, в деревнях Речица Длуга, Речица Окронгла, Кемпа Речицка, Домброва Речицка и Воля Жечицкой местным крестьянам.
Во время Второй мировой войны имущество поместья Розвадов в Хажевицах было захвачено немцами. Во время нацистской оккупации, несмотря на угрозу, Ежи и его жена Анна помогали раненым, несмотря на собственные трудности, организовывали помощь вынужденным переселенцам, прибывающим в Розвадов. В своем доме они дали приют многим родственникам и друзьям, лишенным крыши над головой. Анна Любомирская оказалась вовлеченной в деятельность Армии Крайовой. Они также помогли подразделениям Армии Крайовой в этом районе, среди прочего, в организации исполнения смертного приговора Мартину Фулднеру, который в то время управлял имением Любомирских в Хажевицах, за организацию убийства семьи Городыньских из Збиднюва.
После смерти своей сестры Каролины Эмилии Любомирской (1878—1940), владелицы поместья в Баконьчицах, которая умерла бездетной в 1940 году в Хажевицах, он стал номинальным владельцем ее поместья, но так и не завладел им.
В 1943 году от пневмонии умирает его жена Анна. Ежи, вероятно, в 1944 году он был арестован УБ как противник земельной реформы и предполагаемый член Армии Крайовой. Его должны были поместить в тюрьму Тарнобжеге, и там пропали все его следы. По разным данным, он должен был быть убит в тюрьме, или расстрелян возле железнодорожной станции Тарнобжег, во время депортации вглубь России. Существует также местная легенда о том, что он был похищен и убит бывшими подданными, выдававшими себя за функционеров УБ, за интимные связи с их женами, дочерьми и сестрами. Его загадочная и до сих пор необъяснимая смерть датируется 1945 годом.
У него было несколько внебрачных детей, одной из которых была Фелиция Любомирская, убитая в 1936 году, и это событие так и не получило объяснения.
Ежи Игнацы Любомирский был последним потомком мужского пола семьи Любомирских из Розвадова и Хажевиц. У него была дочь Иоланта (род. 11 июня 1927), которая эмигрировала во Францию и в конце концов поселилась на Мадейре. Иоланта Анна Каролина Любомирская в 1958 году вышла замуж за Роланда Рональда Реймонда Пьерра (род. 1932).
Хозяйство в Хажевицах было национализировано в 1946 году и создано совхозное хозяйство.

## Эпилог
Дочь, Иоланта Любомирска-Пьер, несколько лет пыталась вернуть семейное имущество в Хажевицах. При этом она обратилась в суд с заявлением о предоставлении ей прав единственной наследницы. Однако суд предоставил право наследования от Ежи еще и трем его внебрачным детям. В ходе наследственного дела не определялась стоимость имущества, а вместе с тем, кому и в каком размере суд может передать право на наследство. Сын Иоланты, Михал Любомирский-Пьер, получил право сдавать недвижимость в аренду, но через два года отказался от этой привилегии, поскольку не мог позволить себе платить налоги. В настоящее время большая часть бывшей собственности Любомирских куплена частным инвестором. В бывшем дворце находится музей Сталёвой Воли.